# Leon Seidel
Leon Seidel  (* 22. November 1996 in Köln) ist ein deutscher Schauspieler und Hörspielsprecher. 2008 stand er mit elf Jahren zum ersten Mal vor der Kamera. Bekannt wurde er durch die Rolle von Huckleberry Finn im Film Tom Sawyer von 2011.

## Leben
Sein schauspielerisches Talent, meint Seidel, habe er von seinem Vater Heiko Seidel geerbt, der Mitglied einer Kabarettgruppe ist. Sein Debüt hatte er 2008 im Kinofilm Berlin 36 an der Seite von Karoline Herfurth und Axel Prahl. Im selben Jahr spielte er in der Folge Helge in der deutschen Mockumentary-Serie Stromberg. 2010 spielte er Felix im Jugendfilm Teufelskicker. Ein Jahr später spielte er in Tom Sawyer den Huck Finn. Ein Jahr darauf folgte die Fortsetzung Die Abenteuer des Huck Finn, in der er den Titelhelden verkörperte. Er ist außerdem als Sprecher tätig, unter anderem in den Hörspielen zu seinen Filmauftritten als Huck Finn.
Nach den Dreharbeiten zu Die Abenteuer des Huck Finn, der im Dezember 2012 in den deutschen Kinos startete, kehrte Leon Seidel im Schuljahr 2012/2013 an die 9. Klasse der Realschule zurück. Er lebte damals mit seinen Eltern in Köln-Sürth. Danach setzte er seine Schauspielkarriere fort. Im Jahr 2014 spielte er in dem Fernsehfilm Die Auserwählten einen 13-jährigen Schüler, der in den 1970er-Jahren an der Odenwaldschule vom Schulleiter missbraucht wird. Im Jahr 2015 traf er wieder mit Louis Hofmann, der in zwei Filmen an seiner Seite den Tom Sawyer verkörpert hatte, zusammen. In dem dänischen Spielfilm Unter dem Sand – Das Versprechen der Freiheit sind die beiden in den Rollen von jungen deutschen Kriegsgefangenen in Dänemark zu sehen, die sich an der Minensuche beteiligen müssen, um die Freiheit zu erlangen.

## Filmografie

### Spielfilme
- 2009: Berlin 36
- 2010: Teufelskicker
- 2009: Tatort: Der Fluch der Mumie
- 2010: Wintertochter
- 2011: Tom Sawyer
- 2012: Die Abenteuer des Huck Finn
- 2014: Nachbarn Süß-Sauer
- 2014: Die Auserwählten (TV)
- 2015: Durch den Vorhang (Kurzfilm)
- 2015: Unter dem Sand – Das Versprechen der Freiheit
- 2016: Jonathan
- 2017: Harter Brocken: Der Bankraub
- 2018: Ultras (Kurzfilm)

### Fernsehserien
- 2009–2011: Stromberg (4 Folgen)
- 2014: Der Lehrer: Kann ich hier mobben?
- 2014: SOKO Köln: Auf der schiefen Bahn
- 2015: SOKO 5113: Herzblut
- 2015: Monaco 110: Viva Las Vegas
- 2016: SOKO Leipzig: Väter
- 2017: Heldt: Vom Umtausch ausgeschlossen
- 2018, 2022: SOKO Köln: Kinder aus gutem Hause, Todesfahrt
- 2018: In aller Freundschaft – Die jungen Ärzte: Glücksspiel
- 2018: Sankt Maik: Zweieinhalb Männer und ein Baby
- 2018–2019: Freundinnen – Jetzt erst recht (155 Folgen)
- 2019: Die Klempnerin: Im großen Ganzen verliert das Kleine
- 2019: Morden im Norden: Selbstlos
- 2020: Der Staatsanwalt: Null Toleranz
- 2020: Tatort: Funkstille
- 2020: WaPo Bodensee: Vom Fischer und seiner Frau
- 2021: Life’s a Glitch
- 2023: Wir sind die Meiers
- 2024: Mord mit Aussicht: Minigolf Mafia
- 2025: SOKO Stuttgart: Benedikts Geheimnis

## Sprechrollen

### Synchron
- 2019: Die Heinzels. Rückkehr der Heinzelmännchen, Rolle: Butz
- 2020: Die Bestie von Bayonne, Rolle: Jules Houplain als Tony
- 2020: Pan Tau, Rolle: Richard Linnel als Tim
- 2022: Karen Pirie, Rolle: Rian Gordon als Donnie
- 2023: American Born Chinese, Rolle: David Bloom als Josh
- 2023: Munch, Rolle: Alfred Ekker Strande als Edvard Munch
- 2024: Die Heinzels – Neue Mützen, neue Mission als Butz

### Hörspiel
- 2009: Ken Follett: Die Tore der Welt – Regie: Martin Zylka (WDR); Lübbe, ISBN 978-3-7857-3785-9
- 2009: Roger Smith: Kap der Finsternis – Regie: Martin Zylka (WDR)
- 2010: Annette Langen: Mit Felix auf großer Deutschlandreise – Universal Music Group Berlin, ISBN 978-3-8291-2388-4
- 2011: Mark Twain und Karin Kaçi: Tom Sawyer: Filmhörspiel – Regie: Günter Merlau, Der Hörverlag München, ISBN 978-3-86717-776-4
- 2012: Mark Twain und Karin Kaçi: Die Abenteuer des Huck Finn: Filmhörspiel – Regie: Janet Sunjic, Der Hörverlag München, ISBN 978-3-86717-943-0
- 2013: Jowi Schmitz: Olivia. Manchmal kommt das Glück von ganz allein – Regie: Kirstin Petri (SWR); DAV Berlin, ISBN 978-3-86231-244-3
- 2020: Rami Hamze: Hörweiten. Eine Kleinstadt auf der Suche nach der Kunst (Nach einer Installation von Mischa Leinkauf) – Regie: Rami Hamze (WDR)[4]
- 2023: Bodo Traber: Slughunters. Jagd auf die Jäger – Regie: Bodo Traber (WDR)[5]
- 2023: Anne-M. Keßel: Boudicca. Die Keltenkriegerin – Regie: Martin Zylka (8-teiliger Hörspiel-Podcast, WDR)[6]

## Auszeichnungen
New Faces Award
- 2011: Bester Kinderfilmdarsteller für die Rolle in Wintertochter[7]
- 2012: Bestes Jugendtalent für die Rolle in Tom Sawyer